# Altinkum
Altinkum is een wijk in de plaats Didim gelegen aan de Turkse zuidwestkust. De wijk telt ruim 2000 inwoners en is geliefd onder voornamelijk Britse en Turkse toeristen. De boulevard, die zich enkele honderden meters langs de Egeïsche Zee uitstrekt, is zeer toeristisch en heeft vele restaurants en winkels. Altinkum ligt op korte afstand van het Griekse heiligdom Didyma.
De naam "Altinkum" betekent letterlijk vertaald "Gouden zand".

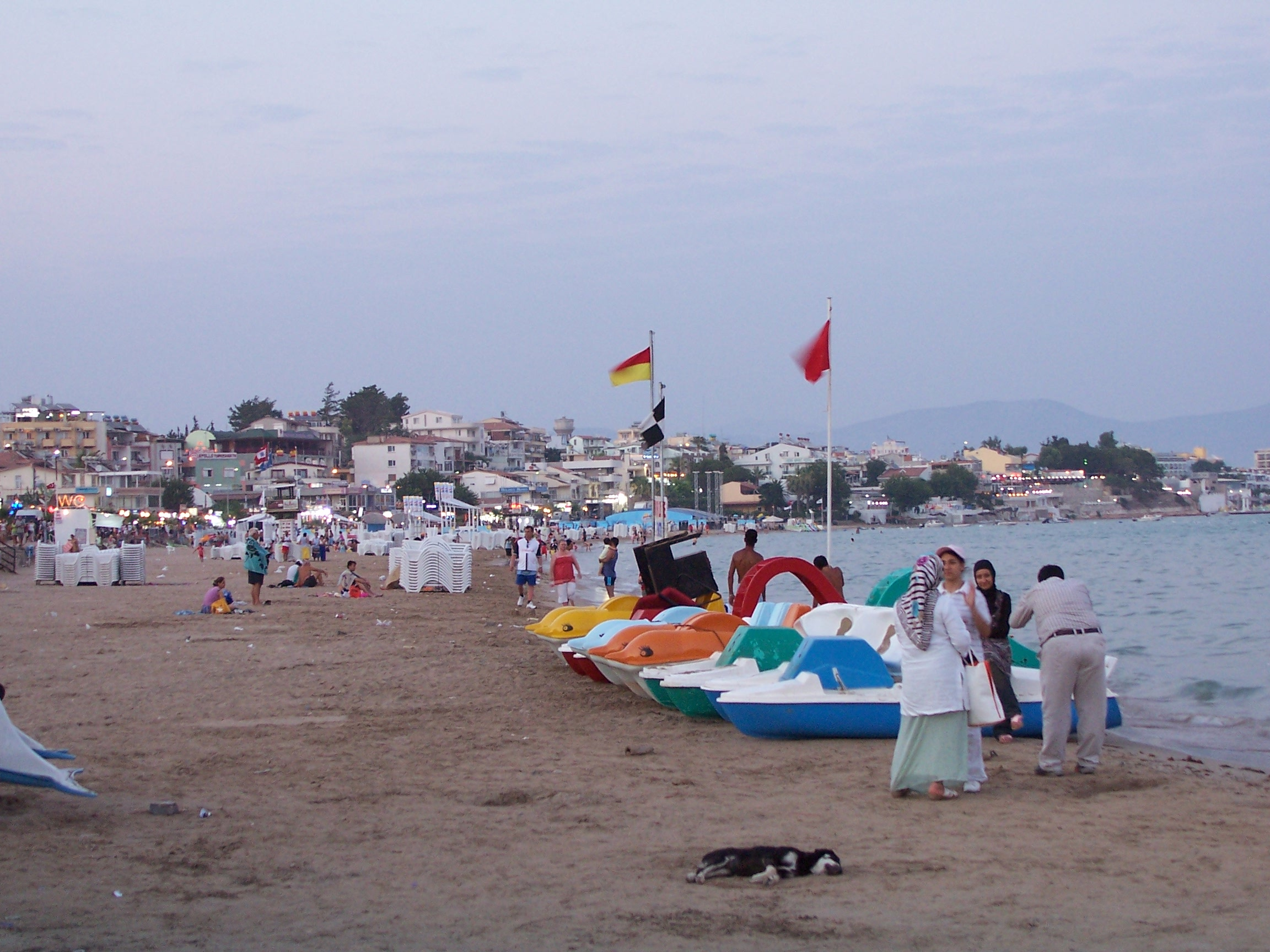
Het strand van Altinkum